# Vicenç Bosch i Grau
Vicenç Bosch i Grau (Badalona, 1845 – Badalona, 13 de març de 1907), també conegut com a Vicente Bosch en castellà, fou un empresari i fabricant de licors i aiguardents català. És conegut per haver fundat amb el seu germà Josep la societat José Bosch y Hermano a Badalona l'any 1870, a més de ser un dels creadors del conegut licor anisat Anís del Mono. L'any 1897, quan va morir el seu germà, va comprar la seva part de la fàbrica. Fou un dels grans pioners de la publicitat, gràcies a la utilització de cartells.

## Biografia
Nascut a Badalona el 1845, era fill de Francesc Bosch i Monpart, comerciant natural de Mataró que tenia una casa comercial a Cuba, i de Maria Anna Grau i Brugarolas, natural de Barcelona. Es va casar amb la badalonina Llúcia Costa i Clapés; el matrimoni va tenir sis fills, dels quals van morir dos en la infantesa.
Va estudiar dret i va guanyar les oposicions a notari el 1871, però ben aviat va abandonar aquesta professió per unir-se al negoci del seu germà. El 1875 es va associar amb el seu germà Josep i ambdós van iniciar la fabricació de licors i aiguardents, activitat en auge al llarg del segle xix, i van constituir l'empresa coneguda com a «José Bosch y Hermano», establerta a Badalona, concretament al carrer de Mar i, després, el 1870 a la seva ubicació definitiva al carrer d'Eduard Maristany, entre la via del tren i la platja. El mateix any van començar a produir l'«Anisado Refinado Vicente Bosch», que va rebre popularment el nom d'«Anís del Mono», pel mico que apareix a la seva etiqueta. El 1897 va morir a causa d'una malaltia el seu germà i Vicenç es va quedar amb la seva part de la fàbrica.
Ja al capdavant de l'empresa, Bosch va ser pioner en el cartellisme publicitari. El 1897, va convocar un concurs de cartells de publicitat per a l'Anís del Mono, amb uns premis considerables; els 162 treballs presentats van ser exposats a la Sala Parés el 1897, i es va escollir La Manola de Ramon Casas. Amant de les arts, està molt identificat amb el Modernisme, va fer encàrrecs a l'arquitecte local badaloní Joan Amigó i Barriga i també va encarregar a Puig i Cadafalch el projecte d'un quiosc de begudes a l'Estació de Badalona; també va obrir una luxosa botiga modernista, decorada per Salvador Alarma, al carrer de Ferran, núm. 30, on només es venia Anís del Mono.
Va estar vinculat també a Foment del Treball Nacional i va ser distingit amb la Gran Creu de Cavaller de l'Orde de Carles III.
Políticament liberal, seguint la tradició familiar, el 1863 està documentat adherint-se al diari La Discusión, de tendència demòcrata i republicà. Bosch va participar en la vida política de Badalona, va ser regidor a l'Ajuntament i primer tinent d'alcalde. Inicialment vinculat al Partit Liberal Fusionista, va anar evolucionant políticament i va apropar-se a la Lliga Regionalista. Va ser també un ferm defensor del llegat de Vicenç de Roca i Pi. Va gaudir sempre de gran popularitat, tant és així que el dia del seu enterrament al Cementiri Vell de Badalona, el 14 de març de 1907, la majoria de fàbriques de la ciutat van aturar-se. A la seva mort, l'empresa familiar va passar als seus fills.